# Byrsonima biflora
Byrsonima biflora är en tvåhjärtbladig växtart som beskrevs av August Heinrich Rudolf Grisebach. Byrsonima biflora ingår i släktet Byrsonima och familjen Malpighiaceae. Inga underarter finns listade i Catalogue of Life.